# この声とどけ!
『この声とどけ!』シリーズ（このこえとどけ!シリーズ）は、神戸遥真の児童向け小説。2018年から2019年にかけて集英社みらい文庫から全5巻が刊行された。挿絵は漫画家の木乃ひのきが担当した。
このシリーズが神戸自身にとって集英社みらい文庫でのデビュー作となる。

## あらすじ
坂月中学校に通う藍内陽菜は、自分に自信がなく、1年1組、出席番号1番ということで、入学式の新入生代表あいさつをやることになる。入学式当日、緊張の面持ちで練習していたら、イケメンの先輩・五十嵐流と出会う。それから数日後、陽菜は流に突然告白されることに…。中学校の放送部を舞台に巻き起こる部活ラブストーリー。

## 登場人物
藍内陽菜（あいうち ひな）
このシリーズの主人公。中学1年生。ドジキャラを捨てて、「何かをできる自分になりたい!」という目標を掲げ、一目惚れした流のいる放送部に入部する。
五十嵐流（いがらし ながれ）
中学2年生で放送部の部長。クールで感情表現が少ないが、面倒見のいい性格。陽菜を放送部にスカウトした。小学5年生の弟・ルイがいる。
奏野響（そうの ひびき）
中学1年生で放送部所属。流とは幼馴染。思ったことが顔と言葉に出るタイプで、ヘッドホンを首にかけている。
鶴谷浅黄（つるたに あさぎ）
中学2年生で放送部所属。明るく人懐っこい性格。幽霊部員だったが、のちに放送部に復帰する。月見坂商店街にある煎餅店『鶴谷堂』は祖父が経営している。
若葉沙夜（わかば さよ）
『恋がかぶった!?放送部』から登場。中学1年生で2学期から放送部に入部。部長である流に片思いしている。アニメが大好きで、将来の夢は声優になること。
宮下知花（みやした ちか）
陽菜のクラスメイトで、小学校時代からの親友。新聞部所属。おしゃべりが好きで情報通。
影山大輔（かげやま だいすけ）
陽菜のクラスの担任で、放送部の顧問。トレードマークは紫色のジャージ。

## ラインナップ
- この声とどけ! 恋がはじまる放送室☆（2018年4月27日）ISBN 978-4-08-321432-5
- この声とどけ! 放送部にひびく不協和音!?（2018年9月21日）ISBN 978-4-08-321459-2
- この声とどけ! 恋がもつれる夏まつり!?（2019年2月22日）ISBN 978-4-08-321488-2
- この声とどけ! 恋がかぶった放送部!?（2019年6月28日）ISBN 978-4-08-321510-0
- この声とどけ! 恋がかなった!?クリスマス☆（2019年11月22日）ISBN 978-4-08-321539-1